# Jaderná elektrárna Oskarshamn
Jaderná elektrárna Oskarshamn je jaderná elektrárna na pobřeží Baltského moře u obce Oskarshamn ve Švédsku.

## Historie a technické informace
Jaderná elektrárna Oskarshamn má tři varné reaktory. Dva z nich (model ABB-I a ABB-II) jsou již odstaveny, třetí (model ABB-III/BWR-3000) je v provozu. Palivem je mírně obohacený uran, reakce je moderována těžkou vodou a chlazení reaktoru je taktéž těžkou vodou.
Provozovatel: Oskarshamnsverkets Kraftgrupp (OKG)
Dodavatel: AB AseaAtom

## Informace o reaktorech
| Reaktor      | Typ reaktoru                        | Výkon [MW] | Výkon [MW]  | Výkon [MW] | Zahájení stavby | Uvedení do provozu | Připojení k síti | Provoz         | Uzavření          |
| Reaktor      | Typ reaktoru                        | Tepelný    | Instalovaný | Čistý      | Zahájení stavby | Uvedení do provozu | Připojení k síti | Provoz         | Uzavření          |
| ------------ | ----------------------------------- | ---------- | ----------- | ---------- | --------------- | ------------------ | ---------------- | -------------- | ----------------- |
| Oskarshamn 1 | varný reaktor(BWR)/ABB-I            | 1375       | 492         | 473        | 1. srpna 1966   | 12. prosince 1970  | 19. srpna 1971   | 6. února 1972  | 19. června 2017   |
| Oskarshamn 2 | varný reaktor(BWR)/ABB-II           | 1800       | 661         | 638        | 1. září 1969    | 6. března 1977     | 2. října 1974    | 1. ledna 1975  | 22. prosince 2016 |
| Oskarshamn 3 | varný reaktor(BWR)/ABB-III/BWR-3000 | 3900       | 1450        | 1400       | 1. května 1980  | 29. prosince 1984  | 2. března 1985   | 15. srpna 1985 | -                 |